# دزیره کلاری
اوژنی دِزیره کلاری (Désirée Clary) (۱۷۷۷–۱۸۶۰) ملکهٔ سوئد و نروژ بود.

## زندگی‌نامه
برناردین اوژنی دزیره کلاری در ۸ نوامبر ۱۷۷۷ میلادی در مارسی به دنیا آمد. او دختر فرانسوا کلاری تاجر ابریشم بود. برادر او اتین از انقلابیون بود ولی توسط ژاکوبنی (افراطی‌های انقلاب فرانسوی) دستگیر شد. او طی فرایند آزادی برادرش با برادر ناپلئون آشنا شد. برادر ناپلئون به نام ژوزف بناپارت، به دلیل فقر و دیدن جهیزیه گرانِ خواهر دزیره یعنی ژولی کلاری با او ازدواج کرد. از طرفی رابطه عاطفی و عاشقانه ای بین دزیره و ناپلئون ژنرال جوان ژاکوبنی شکل گرفت تا حدی که قرار ازدواج گذاشته و زمان آن هم مشخص شد ولی ناپلئون اندیشه‌های جنگ با ارتش آزادی‌خواه ایتالیا را داشت در حالی که پول سفر به پاریس را هم نداشت. دزیره به او ۹۸ فرانک پس‌انداز خود را می‌دهد تا ناپلئون به پاریس برود. آن دو در سال ۱۷۹۴ بایکدیگر نامزد شدند، اما دو سال بعد ناپلئون به دور از چشم دزیره و به‌طور یک طرفه نامزدی خود را با او لغو کرد و در پاریس در تاریخ هشتم مارس ۱۷۹۶ با ژوزفین دوبوهارنه که زنی بیوه و دارای موقعیت و روابط اجتماعی بالایی در آن زمان بود ازدواج کرد. البته ناپلئون قبل از مراسم تاج گذاری اش بعد از سال‌ها ۹۸ فرانک طلای امپراتوری برای دزیره می‌فرستد. دزیره نیز که در ابتدا قرار بود با ناپلئون ازدواج کند با سفر مخفیانه به پاریس و شنیدن خبر ازدواج ناپلئون، با یک ژنرال جوان فرانسوی به نام ژان‌باپتیست برنادوت که بعداً همسر او و بعدتر به ترتیب وزیر جنگ دولت جمهوری فرانسه، مارشال امپراتوری ناپلئون بناپارت و سپس پادشاه سوئد می‌شود، آشنا می‌شود. ناپلئون نیز که ژنرالی جسور بوده، ارتش فروپاشیده فرانسه را به ارتشی کارآمد و منظم تبدیل می‌کند و ایتالیا را فتح می‌کند و خودش آماده لشکر کشی به مصر می‌شود. پس از مدتی به فرانسه برمی گردد و طی یک کودتا قدرت را در دست می‌گیرد. سپس در اولین تصمیم خود، برادرش را کنسول فرانسه در ایتالیا می‌کند. با جابه جایی ژولی به ایتالیا دزیره برای فرار، از غم و افسردگی با خواهرش به ایتالیا می‌رود. خواهر بزرگتر وی، ژولی کلاری که با ژوزف بناپارت برادر ناپلئون ازدواج کرده بود، اندکی بعد ملکه ناپل و اسپانیا شد.

## مادام برنادوت
او وقتی که به فرانسه بازگشت با همسر آینده خود آشنا شد. او در ۱۶ اوت ۱۷۹۸ با ژنرال فرانسه ژان باتیست برنادوت ازدواج کرد. در سال ۱۷۹۹ آن‌ها صاحب پسری به نام اسکار شدند.
همسر او در سال ۱۸۰۴ از طرف ناپلئون به فرمانداری هانوفر و پس از آن در سال ۱۸۰۵ به عنوان حاکم د پونت کورو منصوب شد. برنادوت به دلیل رشادت‌های و نبوغ رهبری خود ارتش فرانسه را تا دانمارک پیش برد اما برخلاف دستور بناپارت امپراتور وقت، اجازه حمله به سوئد را نداد و در عوض افسران سوئدی را به چادر خود فرا خواند و به آنها توصیه‌های نظامی برای دفاع از خود در مقابل سیستم قاره ای ناپلئون کرد. پس از قتل گوستاو چهارم (ولیعهد) مجلس سوئد مارشال ژان باتیست برنادوت را به ولیعهدی و فرزند خوانده پادشاه اعلام کرد. در همین سال برنادوت طی نامه ای از ناپلئون در خواست کرد تابعیت فرانسوی دزیره کلارکی خودش و اسکار (فرزندشان) را لغو کند تا تابعیت سوئدی بگیرند؛ و دزیره رسماً همسر ولیعهد سوئد و ملکه آینده این کشور شد. اما دزیره در پاریس ماند چون احتمال شکست ناپلون در روسیه زیاد بود او می‌خواست در صورت فتح پاریس توسط متحدین از خواهرش ژولی بناپارت (ملکه اسپانیا و زن برادر ناپلئون) و خواهر زاده‌هایش در خانه خود نگه داری کند.

## ملکه سوئد
برنادوت در سال ۱۸۱۰ به عنوان ولیعهد سوئد انتخاب شد و دزیره در همان ۱۸۱۰ به همراه وی از سوئد دیدن کرد ولی نتوانست خود را با آداب و رسوم دربار عادت دهد.
پس از مدتی به بهانه آب و هوای نامناسب سوئد و وضع سلامتی خود، در حالی‌که همسر و فرزندش در سوئد ماندند، به تنهایی به فرانسه برگشت. دزیره مجدداً در سال ۱۸۲۹، پنج سال بعد از به تخت نشستن همسرش در یازده ماه می سال ۱۸۱۸، به سوئد مراجعت کرد و به عنوان ملکه سوئد تاجگذاری کرد.

## رمان
آن ماری سلینکو(۱۹۸۶–۱۹۱۴)، نویسنده و روزنامه‌نگار اتریشی که خالق آثار پر فروش آلمانی است. آخرین اثر وی دزیره در سال ۱۹۵۱ است که زندگی ملکه دزیره را به قلم تحریر درآورد. این کتاب به ۲۵ زبان زنده جهان از جمله زبان فارسی ترجمه شده.

## مرگ
دزیره کلاری شوهرش را در سال ۱۸۴۴ از دست داد و بیوه شد. بعد از فوت شوهرش چند بار قصد استعفا از مقام خودرا داشت تا به نزد خانواده خود که سال‌ها بود در ایالت لوئیزیانای آمریکا می‌زیستند برود اما ملت سوئد اجازه این کار را به او ندادند. سرانجام او یک سال پس از مرگ تنها فرزندش اسکار که بعد از پدرش به عنوان اسکار اول برتخت نشسته بود در سال ۱۸۶۰ در سن ۸۳ سالگی بعد از بازدید از اپرا در قصر استکهلم زندگی را بدرود گفت و پیکرش را در کنار مزار همسرش در کلیسای لوتران به خاک سپردند.دزیره پادشاهی همسرش، پسرش(اسکار یکم) و یک سال پادشاهی نوه خود(کارل پانزدهم) را دید و درگذشت.